# КМФ Коперникус САС
КМФ Коперникус САС је клуб малог фудбала из Зрењанина. Тренутно се такмичи у Првој футсал лиги Србије, првом рангу такмичења.

## Историја клуба
Зрењанински клуб малог фудбала основан је 1994. под именом САС. Екипа никада није освојила Прву футсал лигу Србије, упркос томе да је САС у овом рангу провео 18 сезона. САС је трећи најстарији клуб малог фудбала у Србији,после сада већ не постојећег Марба и Економца.
Кроз историју неколико пута је мењао име. КМФ САС 2012. године добија спонзора и постаје КМФ САС Сагот. Већ 2013. године САС Сагот испада из Прве футсал лиге Србије,у исто време познати српски клуб малог фудбала Марбо је пред гашењем, па долази до фузије КМФ САС и КМФ Марбо. 
КМФ САС Марбо Максбет 2014. године постаје вицешампион Србије,поразом у финалном плеј-оф двомечу од Економца. Следеће године актуелни вицешампион Србије је испао из Прве футсал лиге Србије.
Fузијом КМФ САС и КМФ Коперникус 2016. године, Зрењанинци поново долазе до Прве футсал лиге Србије, где се КМФ Коперникус САС и данас такмичи. 

## Име клуба кроз историју
| Година      | Клуб                                                  |
| ----------- | ----------------------------------------------------- |
| 1994.–2012. | КМФ САС                                               |
| 2012–2013.  | КМФ САС Сагот                                         |
| 2013.–2016. | КМФ САС Mapбо Максбет                                 |
| 2016.–      | КМФ CAC Коперникус — фузијом КМФ САС и КМФ Коперникус |

## Успеси

### Национална такмичења
- - Првенство Србије:
    - Првак (0):
    - Други (1): 2013/14

- Национални куп - 0
  - Куп Србије:
    - Освајач (0):
    - Финалиста (0):

### Континентална такмичења
- УЕФА Рекопа куп:
  - Четвртфинале: 2007/08.

## Састав за сезону 2016/17
- 3  Слободан Матијевић
- 4  Немања Милићев
- 5  Срђан Гарбош
- 6  Ненад Кулић
- 7  Јован Блажић (капитен)
- 10  Иван Вукоје
- 11  Јован Чокулов
- 12  Иван Мандић
- 13  Марко Дабић
- 14  Давид Маринковић
- 25  Стефан Радић (голман)

## Познати бивши играчи
| - Зоран Ракићевић или Ракичевић - Негомир Трмчић - Предраг Брзаковић - Владимир Ранисављевић - Дарко Тофоски - Игор Шошо - Жељко Боројевић - Горан Иванчић - Владан Цветановић - Предраг Рајић - Марко Перић - Зоран Димић - Жељко Драгољевић - Милан Богдановић - Борко Суруџић | - Бојан Павићевић - Милан Ракић - Владимир Лазић - Ненад Крстић - Јован Ђорђевић - Марко Пршић - Никола Матијевић - Александар Живановић - Славен Новоселац - Владимир Милосавац - Никола Ранисављевић - Никола Јосимовић - Владимир Поповић - Слободан Јањић - Александар Томин - Александар Калаба - Иван Вукоје - Јован Блажић - Давор Станковић - Иван Мандић - Вања Хусар - Славко Марковић - Бориша Јанковић - Раде Зељковић - Александар Ћук |

### Познати бивши тренери
- Драган Милачић - "Кенеди"
- Дејан Кнежевић
- Александар "Аца" Ковачевић
- Дејан Мајес